# Powernode
Powernode est un jeu vidéo de puzzle développé par Dusty Room et édité par Opal Games, sorti en 2019 sur Windows, Mac, Linux, iOS et Android.

## Système de jeu
Powernode est un jeu de puzzle dans lequel le joueur doit maintenir un réseau électrique.
Il y a d'une part des sources d'énergie portant des numéros et, d'autre part, des réceptacles qu'il faut alimenter, portant également des numéros. En reliant deux sources d'énergie (notées 2 et 3), le joueur additionne leur puissance (5) et peut alimenter un réceptacle avec le numéro correspondant.

## Accueil
Le jeu a été classé dans les 10 meilleurs jeux mobiles de 2019 par CNEWS. Il a été désigné « App de la semaine » par le magazine allemand Der Spiegel. Metro a donné au jeu la note de 7/10 et l'a qualifié de « captivant et addictif ». Il a été choisi comme « Jeu du jour » par l'App Store.